# Chevrolet Trailblazer (кроссовер)
Chevrolet Trailblazer — субкомпактный кроссовер, выпускающийся с 2020 года подразделением Chevrolet компании General Motors. Является самым маленьким кроссовером Chevrolet, расположенным ниже Trax.

## Описание
Впервые Chevrolet Trailblazer был представлен 16 апреля 2019 года на Шанхайском автосалоне наряду с Tracker, который заменил Trax. Trailblazer продаётся на развитых рынках, в то время как Tracker продаётся на развивающихся рынках. Разработанный в Корее, Trailblazer выпускается в Инчхоне, в то время как для китайского рынка Trailblazer выпускается в Яньтае, Шаньдун.
Trailblazer дебютировал в ноябре 2019 года на автосалоне в Лос-Анджелесе. Продажи начались в 2020 году в комплектациях L, LS, LT, Activ и RS. Последние две модели входили в стандартную комплектацию с двойным выхлопом и «первоклассными» характеристиками. Модели Activ и RS также имеют крышу контрастного цвета.
На Филиппинах Trailblazer продаётся с октября 2021 года. Импортированный из Южной Кореи, он, в частности, повторно использовал название предыдущей модели Trailblazer, которая была снята с производства в том же году.

16 января 2020 года продажи Chevrolet Trailblazer начались в Южной Корее. В отличие от моделей, продающихся на других рынках, длина составляет 4425 мм, а ширина — 1810 мм.

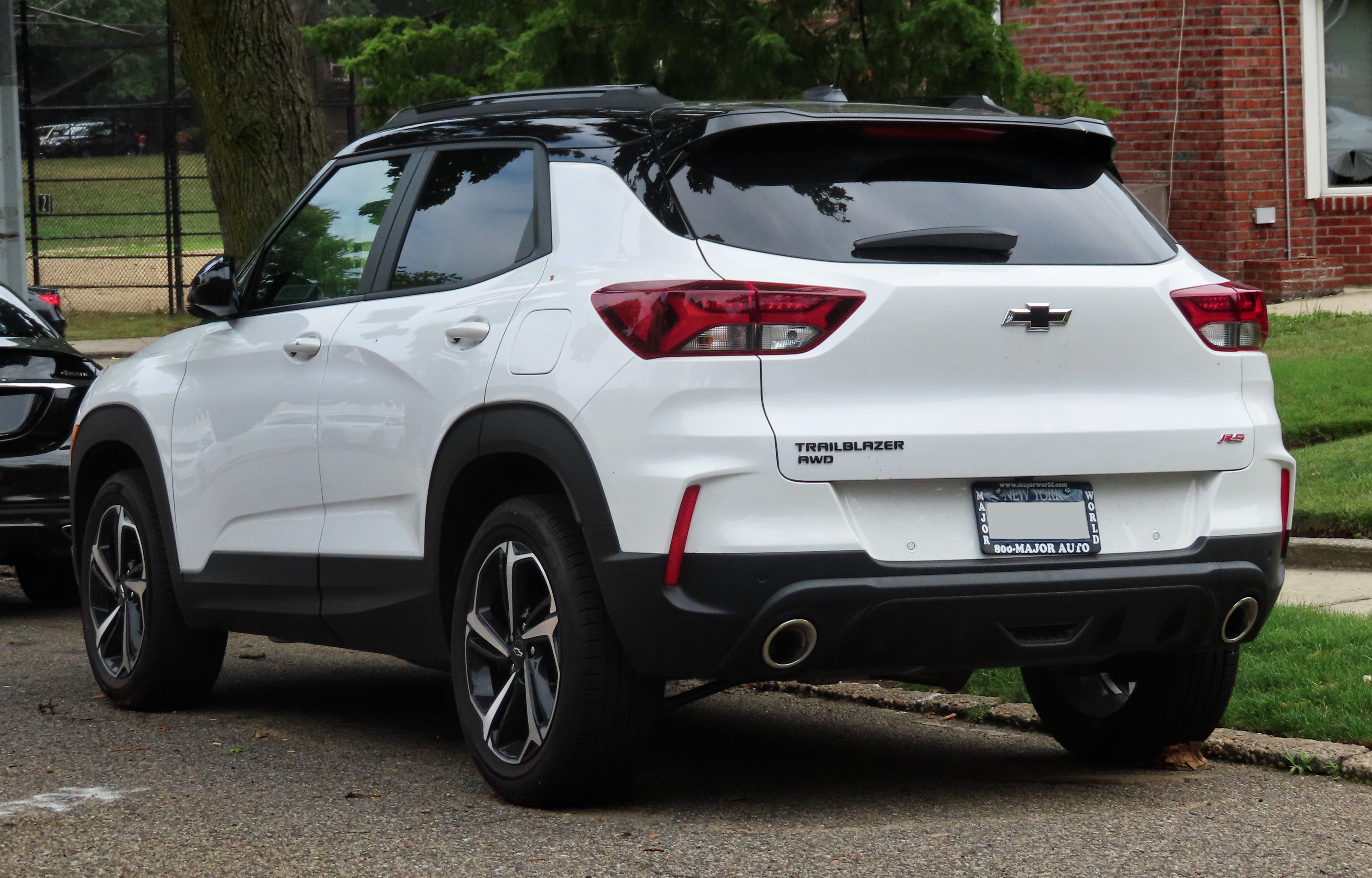
Вид сзади
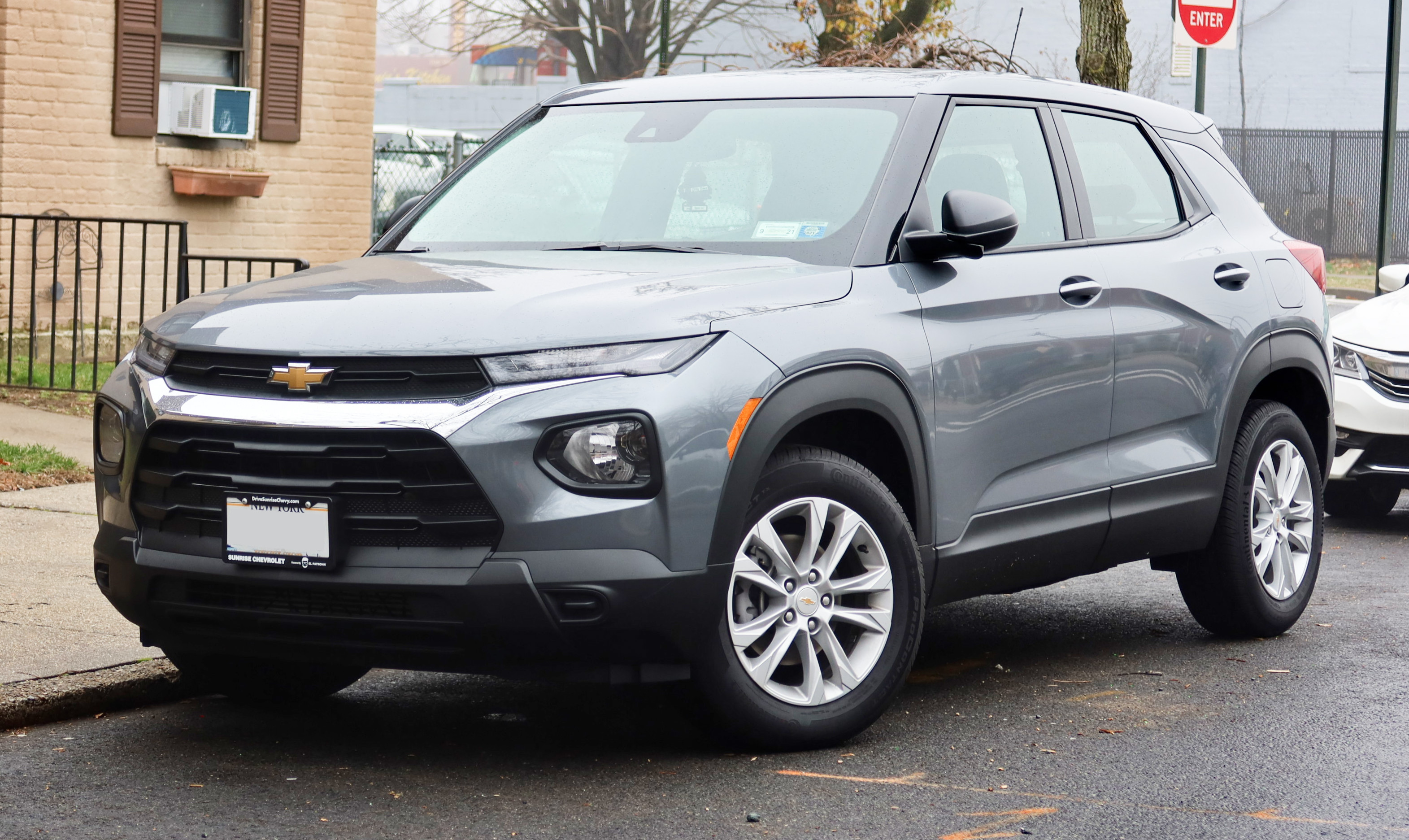
2021 Chevrolet Trailblazer LS AWD (США)
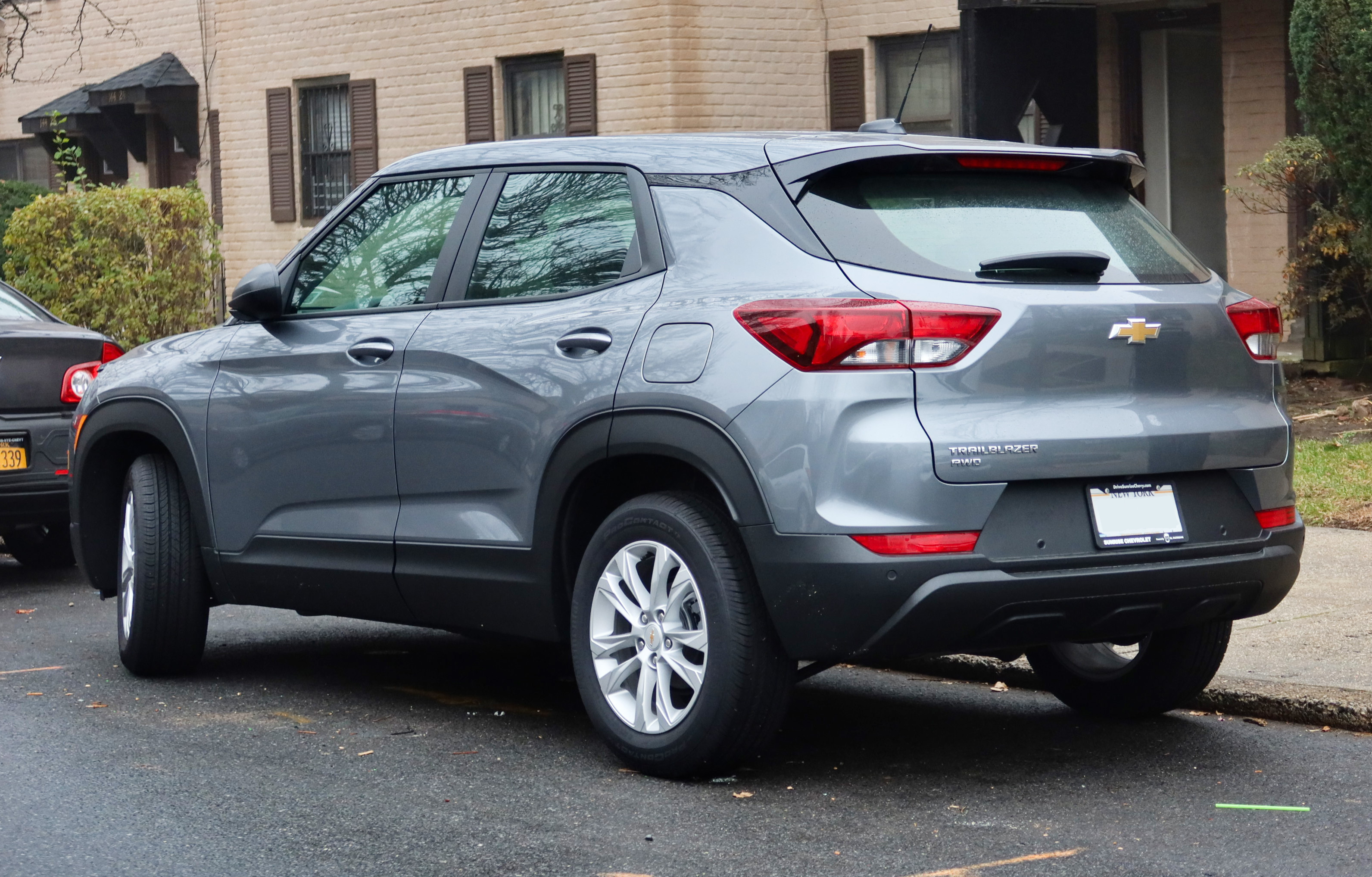
2021 Chevrolet Trailblazer LS AWD (США)
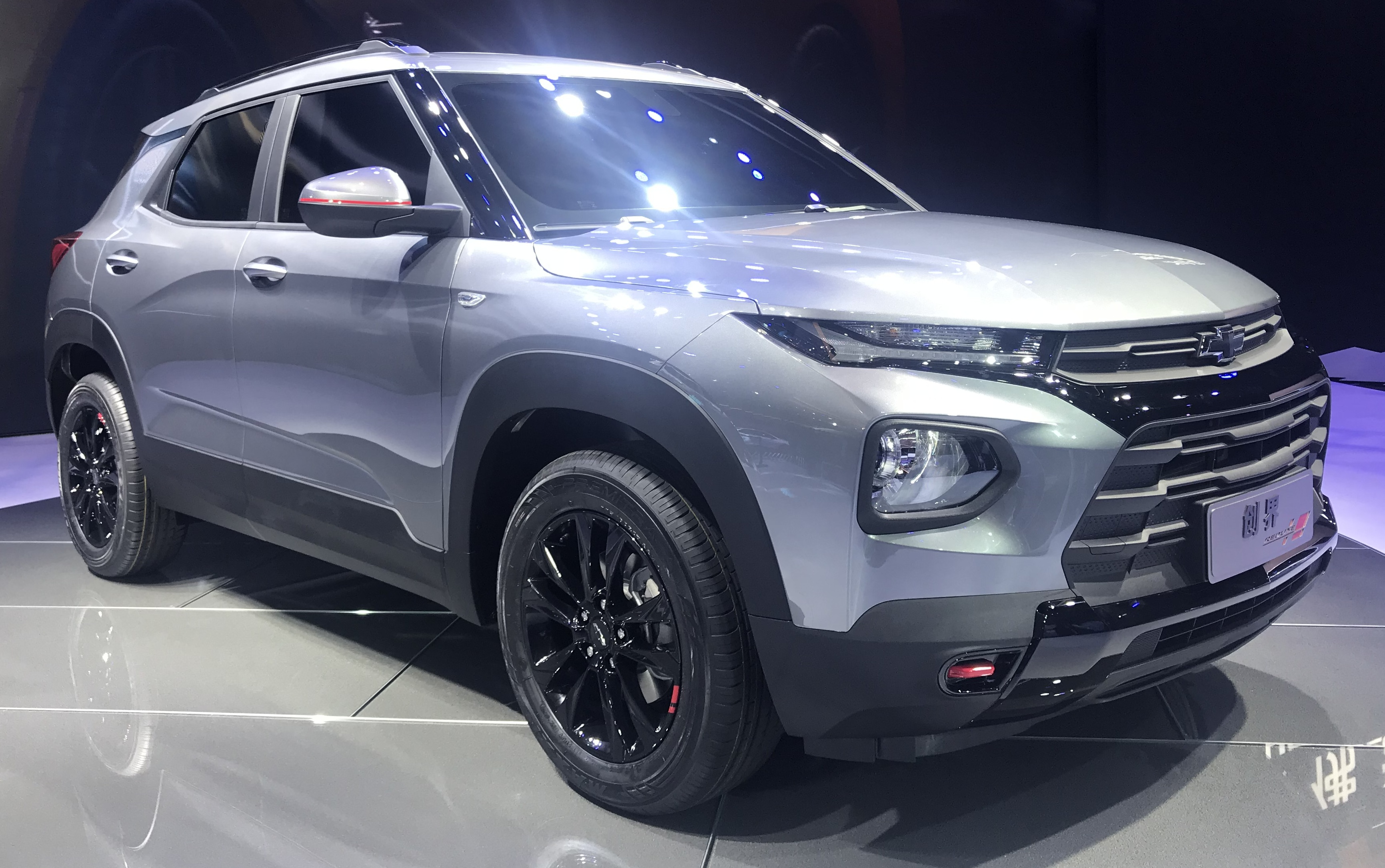
2019 Chevrolet Trailblazer (Китай)
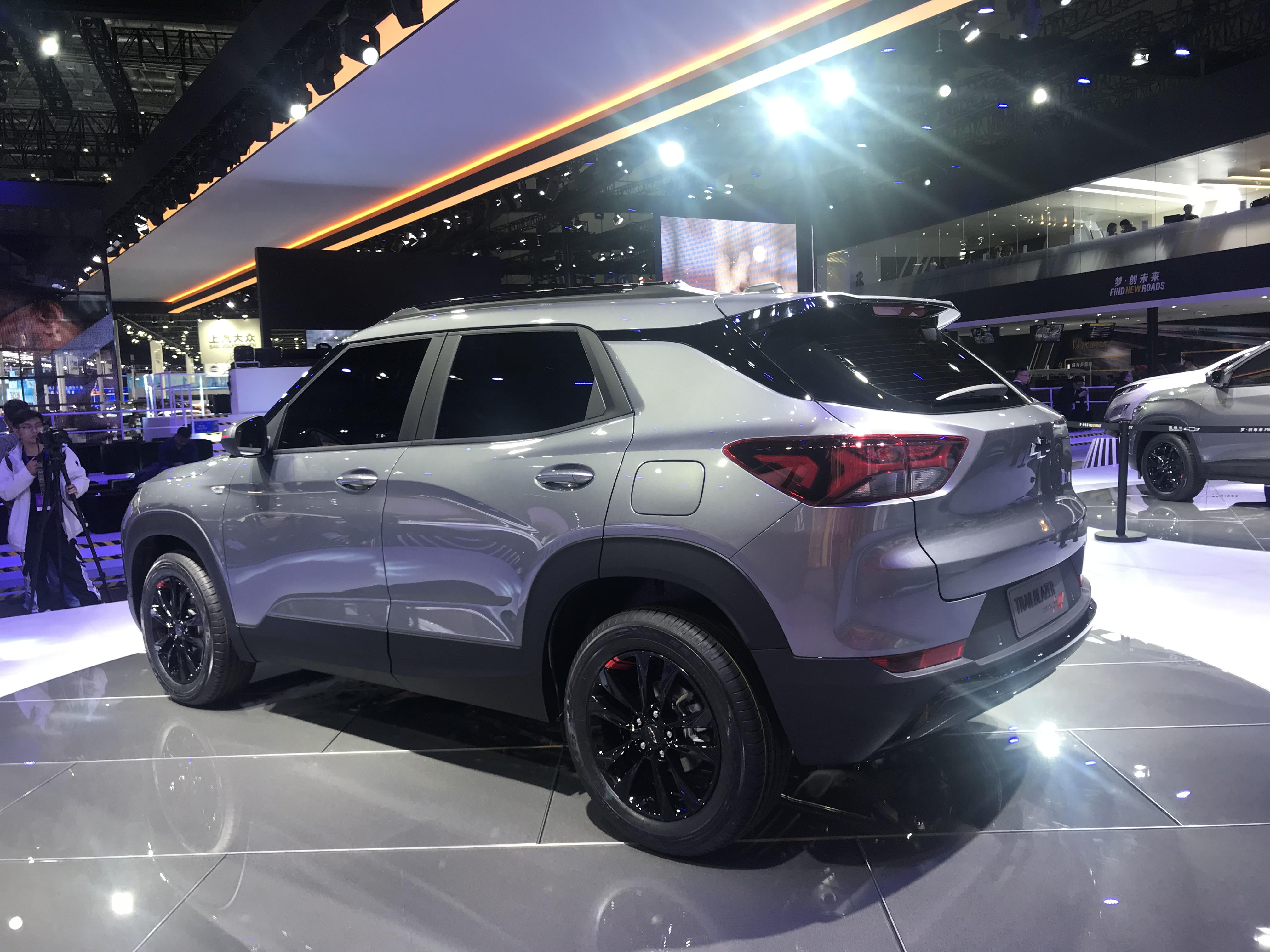
2019 Chevrolet Trailblazer (Китай)
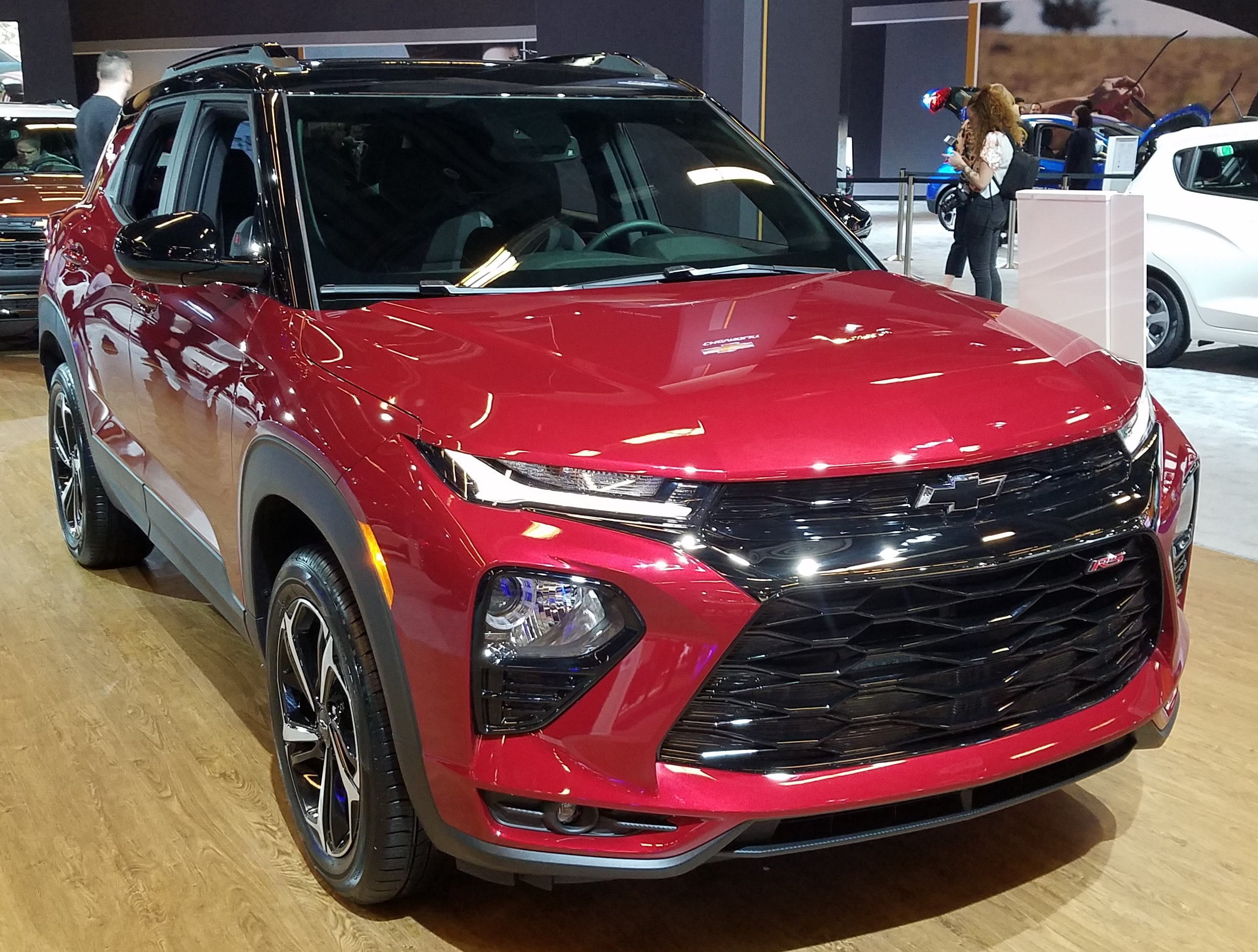
2021 Chevrolet Trailblazer RS (США)
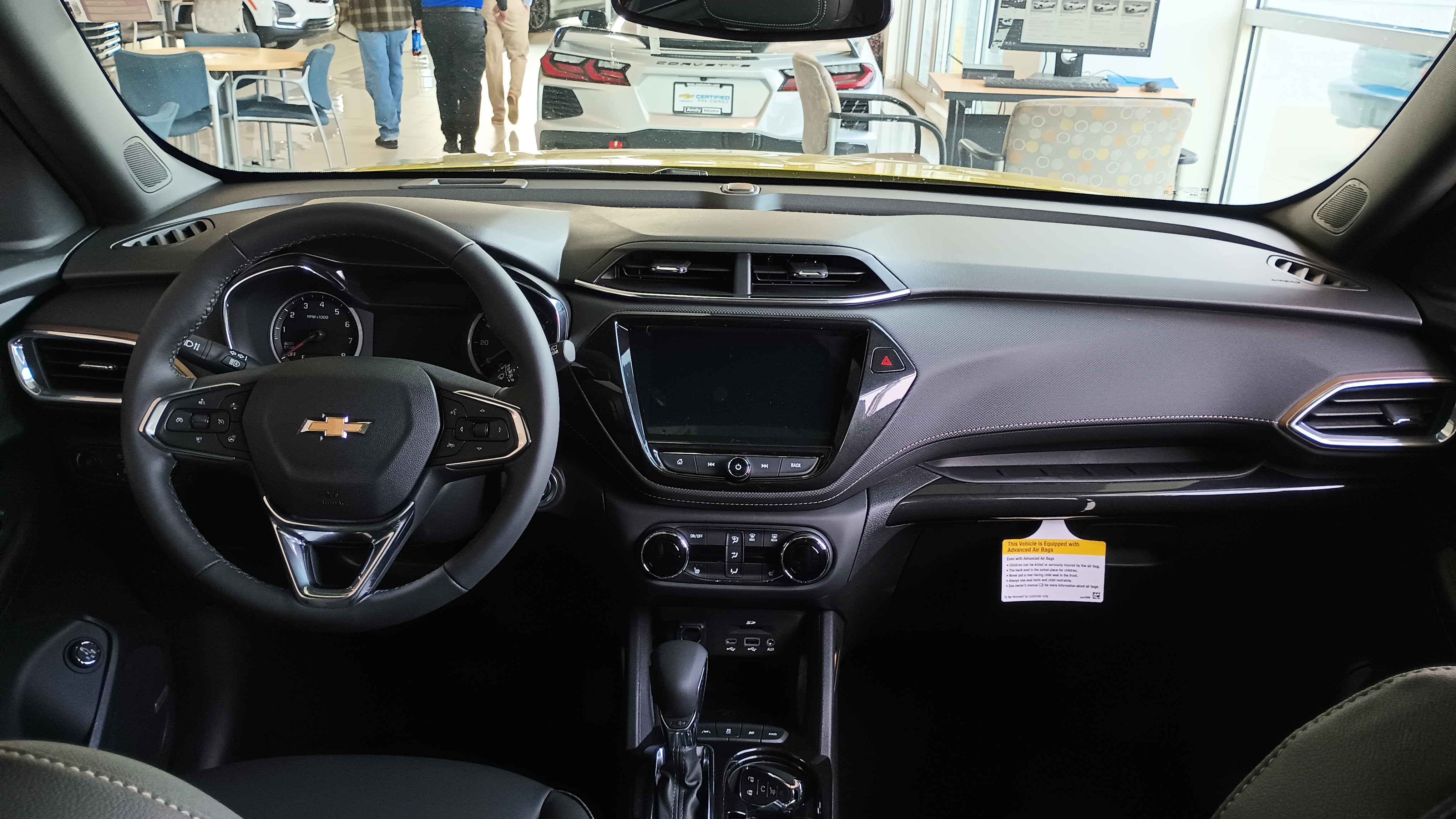
Интерьер

### США
В США продажи Chevrolet Trailblazer начались в 2021 году в комплектациях L, LS, LT, ACTIV и RS. Модели L, LS и LT являются «ядрами» модельного ряда Trailblazer и отличаются более традиционным дизайном кузова. Комплектация ACTIV отличается более жёстким внешним видом, в то время как комплектация RS имеет более «спортивный» внешний вид. Кроме того, накладки ACTIV и RS позволяют выбрать двухцветную крышу. Переднеприводные модели L, LS и LT поставлялись в стандартной комплектации с 1,2-литровым трёхцилиндровым бензиновым двигателем с турбонаддувом, в то время как полноприводные модели LS и LT оснащены более мощным 1,3-литровым трёхцилиндровым бензиновым двигателем с турбонаддувом. Последний двигатель также опционально устанавливается на переднеприводные модели LT. В стандартной комплектации моделей RS и Activ, независимо от трансмиссии, применяются 1,3-литровые двигатели. Все переднеприводные Trailblazer в стандартной комплектации оснащаются бесступенчатой трансмиссией. Версии с полным приводом оснащаются 9-ступенчатой автоматической коробкой передач.

### Рестайлинг
Chevrolet Trailblazer прошёл рестайлинг в 2024 году. Изменения включают в себя новую переднюю часть с более изогнутым дизайном, новый передний бампер, новые ходовые огни, новые светодиодные задние фонари, новые цвета кузова, новый дизайн колёсных дисков, а интерьер получил более крупную 11-дюймовую информационно-развлекательную систему с сенсорным экраном (доступна с беспроводным Apple CarPlay и Android Auto) и 8,8-дюймовую цифровую приборную панель.

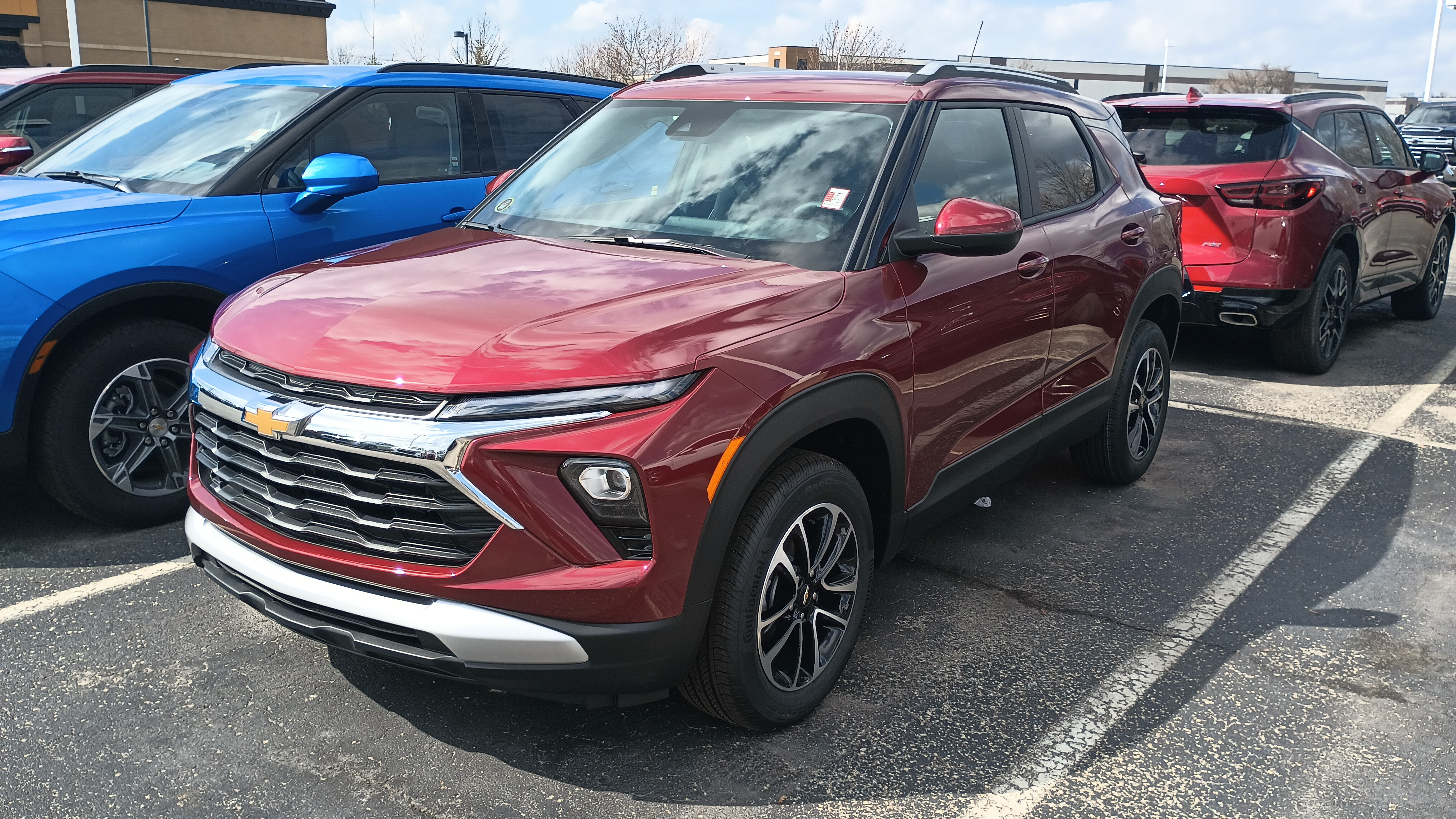
Вид спереди
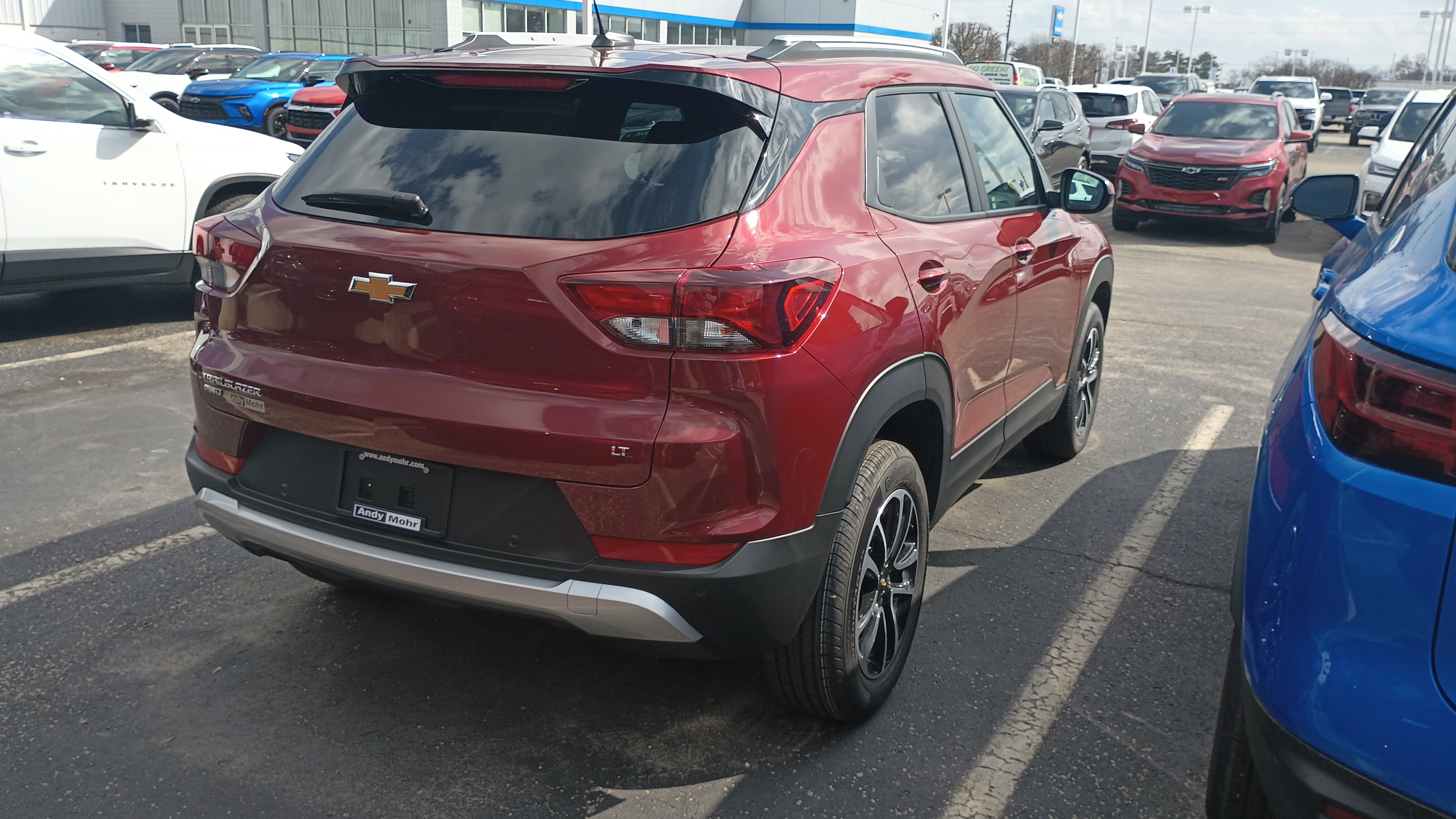
Вид сзади
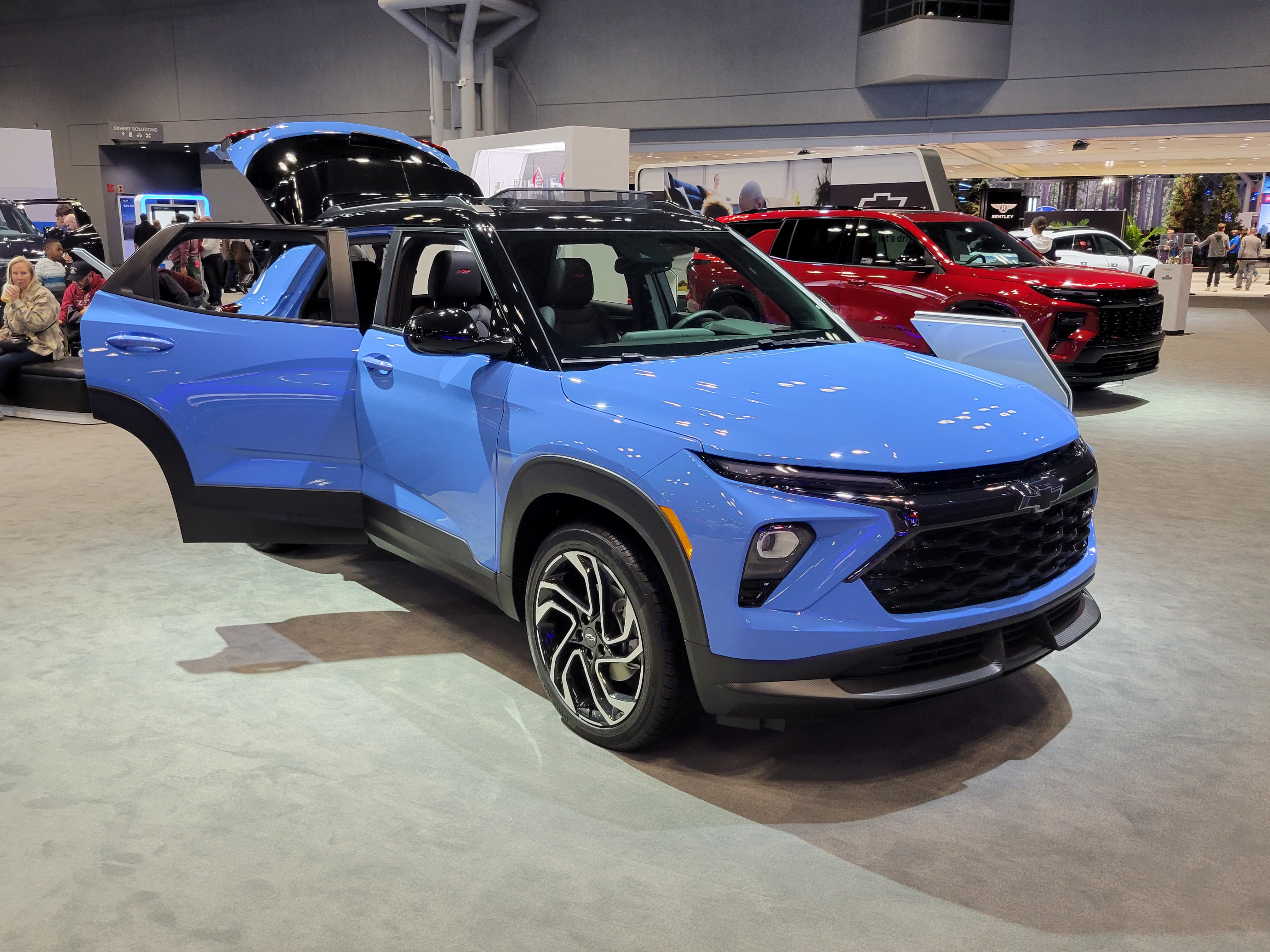
2024 Trailblazer RS

## Продажи
| Год  | США     | Канада | Южная Корея | Китай |
| ---- | ------- | ------ | ----------- | ----- |
| 2019 |         |        |             | 3,673 |
| 2020 | 34,292  | 2,487  | 20,887      | 5,460 |
| 2021 | 90,163  | 7,643  | 18,286      | 555   |
| 2022 | 60,888  | 4,448  | 14,561      |       |
| 2023 | 111,014 | 11,302 | 7,521       |       |